# Richard Dillane
Richard Dillane (1964) is een Brits acteur.

## Biografie
Dillane groeide op vlak bij Londen samen met zijn broer Stephen bij zijn Engelse moeder en Australische vader. Hij studeerde af in filosofie aan de Universiteit van Manchester in Manchester. Na zijn studie werkte Dillane voor 10 jaar al acteur en filmregisseur in Perth, Sydney en Hobart voordat hij weer terugkeerde Engeland. Dillane is getrouwd met de in Schotland geboren actrice Jayne McKenna met wie hij drie zonen heeft.
Dillane begon in 1995 met acteren in de televisieserie Soldier Soldier, waarna hij nog meerdere rollen speelde in televisieseries en films. Hij speelde in onder andere Space Race (2005), Casualty (2008-2010) en The Dark Knight (2008). 

## Filmografie

### Films
Uitgezonderd korte films.
- 2021 Munich – The Edge of War - als kolonel Menzies
- 2020 The Forgotten Battle - als Kapitein Sinclair
- 2020 The Show - als Henry Gaunt
- 2019 The Last Vermeer - als kolonel Jenkins
- 2018 Mother's Day - als dr. Tarring
- 2017 Against the Law - als aanklager Roberts
- 2014 Altar - als Greg
- 2014 United Passions - als Larsen
- 2013 Mindscape - als Robert
- 2013 Dead in Tombstone - als Jack Sutter
- 2012 Argo - als OSS officier Nicholls
- 2012 The Dinosaur Project - als Jonathan Marchant
- 2010 Oranges and Sunshine - als Merv
- 2009 Moonshot - als Tom Stafford
- 2009 Mad Sad & Bad - als Roger
- 2009 Free Agents - als theateracteur
- 2008 The Dark Knight - als waarnemend commissaris
- 2008 The Edge of Love - als David Talbot Rice
- 2006 Tristan & Isolde - als Aragon
- 2005 Our Hidden Lives - als S
- 2005 The Jacket - als kapitein Medley
- 2004 De-Lovely - als Bill Wrather
- 2004 Spartacus - als Julius Caesar
- 2004 EMR - als Victor
- 2003 Jean Moulin, une affaire française - als Anthony Harper
- 2002 George Eliot: A Scandalous Life - als John Cross
- 2001 Doc Martin - als Tim
- 2000 Seeing Red - als Steve
- 1999 Wing Commander - als luitenant Hunter
- 1998 Emmerdale: Revenge - als D.S. Dan Campbell
- 1997 Solomon - als Jerobeam I

### Televisieseries
Uitgezonderd eenmalige gastrollen..
- 2022-2025 Andor - als Davo Sculdun - 8 afl.
- 2023 The Diplomat - als Tom Libby - 2 afl.
- 2021 Dalgliesh - als dr. Stephen Courtney-Briggs - 2 afl.
- 2021 Call the Midwife - als mr. Scarisbrick - 2 afl.
- 2020 Young Wallander - als Hemberg - 6 afl.
- 2020 Betaal - als kolonel Lynedoch - 4 afl.
- 2020 The Last Kingdom - als Ludeca - 4 afl.
- 2019 Strike Back - als Whitehall - 2 afl.
- 2019 Il était une seconde fois - als David Arron - 4 afl.
- 2019 West of Liberty - als Ron Harriman - 6 afl.
- 2017 Outlander - als kapitein Raines - 2 afl.
- 2017-2018 The Last Post - als - 6 afl.
- 2017 The White Princess - als sir Thomas Stanley - 2 afl.
- 2016 Silent Witness - als DCI Michael Waite - 2 afl.
- 2015 Wolf Hall - als Duke of Suffolk - 5 afl.
- 2012 DCI Banks - als DCI Stuart Burgess - 2 afl.
- 2008-2010 Casualty - als Sean Anderson - 28 afl.
- 2007 Waking the Dead - als Ricardo Rivelli - 2 afl.
- 2005 Space Race- als Werner Von Braun - 4 afl.
- 2000 Cold Feet - als Miles Brodie - 2 afl.
- 1998 Big Women - als Brian - 3 afl.
- 1995 Soldier Soldier - als sergeant Brad Connor - 10 afl.

- Biblioteca Nacional de España: XX5076570
- Gemeinsame Normdatei: 1075496519
- International Standard Name Identifier: 0000 0003 8148 9129
- Library of Congress Control Number: no2011194338
- MusicBrainz: ade88fef-5562-4214-8d5b-ba27e9600036
- Nationale Bibliotheek van Israël: 987007452269205171
- Trove: 1561904
- Virtual International Authority File: 261061969
- WorldCat: E39PBJjXdWrVrY8KydbdHhBByd